# State of Origin 1980
Das State-of-Origin-Spiel 1980 war die erste Ausgabe des Rugby-League-Turniers State of Origin. Spiele zwischen Auswahlmannschaften der Bundesstaaten Queensland und New South Wales gab es zwar schon vorher, allerdings war dieses Spiel das erste, das unter State-of-Origin-Regeln stattfand. Dies bedeutete, dass ein Spieler nicht mehr für den Bundesstaat antrat, in dessen Liga er spielte, sondern für den, in dem er geboren war bzw. seine Karriere begonnen hatte. Vor dem Spiel hatten bereits zwei andere Spiele zwischen Queensland und New South Wales stattgefunden, die nicht nach State-of-Origin-Regeln stattfanden und beide von New South Wales gewonnen wurden. Das Spiel fand am 8. Juli im Lang Park in Brisbane statt und wurde von Queensland 20:10 gewonnen.

## Vorgeschichte und Reaktion
Das Spiel wurde anfangs von Sydneys Medien stark verspottet. Ron Casey vom Daily Mirror schrieb beispielsweise in einer Kolumne, dass das Spiel vielleicht eine Bedeutung für die „Hinterwäldler in Premierminister Johs Bananenland“ habe, es für die Menschen in Sydney aber nur ein weiteres, bedeutungsloses Spiel sei. Einer der wenigen Befürworter in Sydney war Ray Warren vom Daily Telegraph, der schrieb, dass Queensland und die ländlichen Gebiete von New South Wales, was Rugby League anging, eine dringende Wiederbelebung nötig hätten und dieses Spiel daher nur gut wäre für die Entwicklung „nördlich der Grenze“. Einer der stärksten Gegner eines solchen Spiels war Bob Fulton, der damalige Trainer der Eastern Suburbs Roosters, der ironischerweise später ein langjähriger Origin Selector für New South Wales werden würde.
Vor dem Spiel traf sich Kevin Humphreys, der damalige Präsident der New South Wales Rugby League, mit Vertretern der 12 NSWRL-Vereine. Bei dem Treffen wurde darüber abgestimmt, ob ein Spiel nach State-of-Origin-Regeln stattfinden sollte. Die Abstimmung endete mit 9:3 für ein Spiel. Die drei Vereine, die gegen ein Spiel gestimmt hatten, waren die South Sydney Rabbitohs, Eastern Suburbs Roosters und St. George Dragons.
Da die New South Wales Rugby League auf einen neutralen Schiedsrichter bestand, wurde der Engländer Billy Thompson für das Spiel eingeflogen.
Das Spiel war ausverkauft; unter den Zuschauer befanden sich einige prominente Gäste wie der damalige Verteidigungsminister Jim Killen und der Journalist Hugh Lunn. Vor dem Spiel betrat Ron McAuliffe, der Präsident der Queensland Rugby League, der maßgeblich an der Entstehung des State-of-Origin-Konzepts beteiligt war, die Kabine und hielt eine Ansprache. Sie endete mit den Worten: „Die Zukunft des Spiels liegt in unseren Händen. […] Wir müssen gewinnen.“
Die Reaktionen auf das Spiel waren durchgehend positiv, auch von denen, die gegen ein solches Spiel Position bezogen hatten. Alan Clarkson, ein Journalist des Sydney Morning Herald schrieb beispielsweise: „Ich war strikt gegen ein solches Spiel, doch die fesselnde Schlacht von gestern Nacht hat gezeigt, dass so ein Spiel eine gute Ergänzung zum derzeitigen Programm wäre“.

## Das Spiel
| 8. Juli | Queensland Maroons                                                             | 20 : 10       | New South Wales Blues                                    | Lang Park, Brisbane Zuschauer: 33.210 Schiedsrichter: Billy Thompson |
| 8. Juli | Versuche: Boustead, Close Erhöhungen: Meninga (2/2) Straftritte: Meninga (5/5) | (9:5) Bericht | Versuche: Brentnall, Raudonikis Erhöhungen: Cronin (2/2) | Lang Park, Brisbane Zuschauer: 33.210 Schiedsrichter: Billy Thompson |

| 1  | Colin Scott    |
| 2  | Kerry Boustead |
| 3  | Mal Meninga    |
| 4  | Chris Close    |
| 5  | Brad Backer    |
| 6  | Alan Smith     |
| 7  | Greg Oliphant  |
| 8  | Wally Lewis    |
| 9  | Rod Reddy      |
| 10 | Rohan Hancock  |
| 11 | Arthur Beetson |
| 12 | John Lang      |
| 13 | Rod Morris     |

| 1                  | Graham Eadie   |
| 2                  | Chris Anderson |
| 3                  | Steve Rogers   |
| 4                  | Mick Cronin    |
| 5                  | Greg Brentnall |
| 6                  | Alan Thompson  |
| 7                  | Tom Raudonikis |
| 8                  | Jim Leis       |
| 9                  | Graeme Wynn    |
| 10                 | Bob Cooper     |
| 11                 | Craig Young    |
| 12                 | Steve Edge     |
| 13                 | Gary Hambly    |
| Auswechselspieler: |                |
| 15                 | Robert Stone   |